# Műanyag égbolt
Műanyag égbolt (internationaler Titel White Plastic Sky) ist ein ungarisch-slowakischer postapokalyptischer Animationsfilm von Tibor Bánóczki und Sarolta Szabó. Der Film hatte seine Premiere am 17. Februar 2023 in der Sektion „Encounters“ der Berlinale.

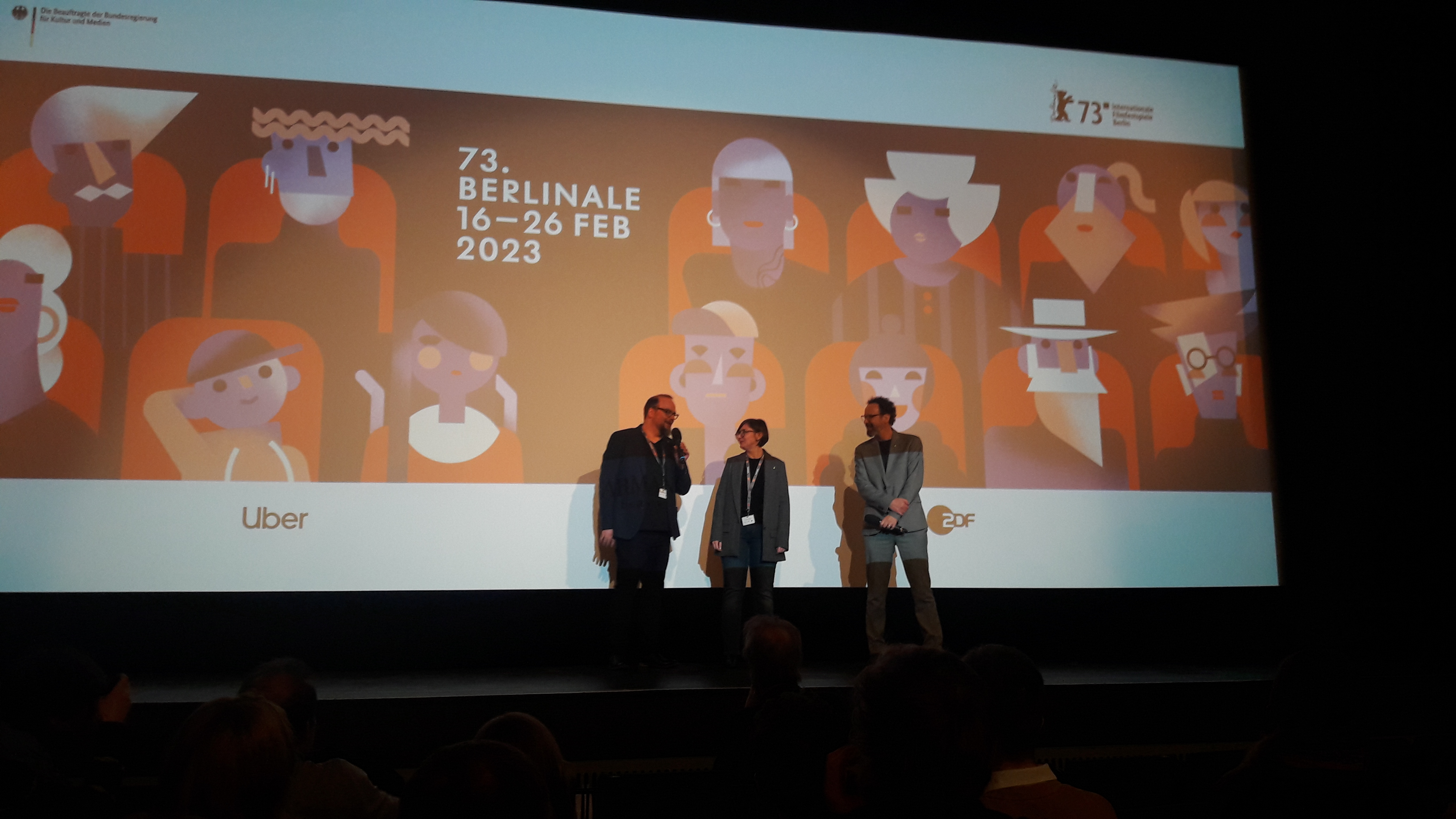
Die Regisseure des Films zusammen mit Festivalleiter Chatrian bei der Premiere

## Handlung
Im Jahr 2123 sind alle Tiere und Pflanzen verschwunden. Im Angesicht akuter Ressourcenknappheit gehen die Körper der Menschen im Alter von 50 Jahren in den Besitz des Staates über, durch ein Implantat wachsen aus den Körpern schließlich Bäume zur Sauerstoff- und Lebensmittelgewinnung. Als Stefan herausfindet, dass seine Frau Nóra ihren Körper bereits vorzeitig spenden möchte, „rettet“ er sie aus der Zuchtanlage. Mithilfe einer Freundin gelingt ihm die Flucht aus Budapest, das unter einer Kuppel liegt.
In der weit entfernten Klinik des Professors hoffen sie, den Baum-Keim aus Nóras Herz entfernen können zu lassen. Auf ihrer abenteuerlichen Reise gelangen Thomas und Nóra zunächst in die Stadt Miskolc, die jedoch komplett verlassen ist. Mit einer futuristischen Schwebebahn setzen sie ihre Reise durch die trostlose Landschaft fort, wobei sich die beiden wieder näher kommen. In der Klinik angekommen, denken sie zunächst, dass diese ebenfalls verlassen ist. Sie begegnen tatsächlich dem Professor, der jedoch keine Möglichkeit sieht, die Operation durchzuführen.
In seinem Refugium sind zwei riesige Bäume gewachsen, die sich als seine Tochter und sein Schwager herausstellen. Aufgrund ihrer fortgeschrittenen Transformationen beginnt Nóra, eine Verbindung mit den Bäumen aufzubauen und diese zum Blühen zu bringen. Der Professor versucht sie aufzuhalten, da die Pollen der Bäume toxisch für die Menschen sind, und setzt die Bäume in Brand. Thomas ist jedoch nun überzeugt, dass die Pflanzen nicht länger daran gehindert werden sollten, sich zu vermehren. Er lässt sich ebenfalls den Baum-Keim implantieren und begibt sich mit Nóra an einen entlegenen Ort, um sich in einen Baum zu verwandeln und somit den Rest der Menschheit auszulöschen.

## Produktion
Der Film ist eine Mischung aus 3D-Animation und Rotoskopie, bei der real gefilmte Szenen mit Schauspielern abgezeichnet wurden. Die Hauptdarsteller Tamás Keresztes und Zsófia Szamosi agierten hierfür im Filmstudio ohne jegliche Kulissen.
Das Drehbuch zum Film wurde 2016 geschrieben. White Plastic Sky startete ursprünglich im Inkubator-Programm des Ungarischen Nationalen Filmfonds, der Filme mit sehr geringem Budget fördert. Nach der Entscheidung, den Film als Koproduktion mit der Slowakei umzusetzen, kamen nach und nach weitere Filmförderungen zustande, darunter mit dem National Film Institute Ungarn, dem Slowakischen audiovisuellen Fonds, Eurimages und RTVS, dem öffentlich-rechtlichen Rundfunk der Slowakei.
Als Produzenten fungieren Orsolya Sipos und József Fülöp für SALTO Films (Ungarn) sowie Juraj Krasnohorsky für Artichoke (Slowakei).
Filmanleihen finden sich etwa in Soylent Green oder Logan's Run, jedoch schlägt der Film einen anderen Weg ein, um die Geschichte zu erzählen. Im Gegensatz zu Matrix, wo eine Erlösung aus dem System im Vordergrund steht, steht in White Plastic Sky eine tragische Liebesgeschichte im Mittelpunkt. Zudem wird nicht wie üblich die Menschheit gerettet, stattdessen opfern sich die Menschen, um die Pflanzen zu retten.
Im Juni 2023 wurde der Film beim Internationalen Filmfest Emden-Norderney gezeigt und im Juli 2023 beim Neuchâtel International Fantastic Film Festival.

## Auszeichnungen
In der Sektion „Encounters“ der Berlinale konkurriert der Film in den Kategorien Bester Film, Beste Regie sowie um den Spezialpreis der Jury. Beim Festival d’Animation Annecy 2023 war der Film im Contrechamp Competition nominiert. Im Rahmen des Internationalen Filmfests Emden-Norderney 2023 ist der Film für den Bernhard-Wicki-Preis und den Focus Future Award nominiert.
Europäischer Filmpreis 2023
- Nominierung als Bester Animationsfilm[10]